# Pinirampus pirinampu
Pinirampus pirinampu — єдиний вид роду Pinirampus родини Пласкоголові соми ряду сомоподібні. Інша назва «плаский вусатий сом». Наукова назва походить від грецького слова pinna, тобто «плавець», і давньонімецького слова rampf — «гак».

## Опис
Загальна довжина сягає 1,2 м та вазі 12 кг. Голова коротка, помірно широка, морда подовжена. Очі невеличкі. Є 3 пари доволі довгих вусів, з яких найдовшою є 1 пара на верхній щелепі. Тулуб витягнутий, кремезний. Спинний плавець невеличкий, з 1 великим жорстким променем. Жировий плавець довгий, помірно широкий. Грудні плавці вузькі, серпоподібні. Грудні плавці невеличкі. Анальний плавець з короткою основою. Хвостовий плавець усічений, широкий.
Забарвлення сріблясто-сірого або коричневого кольору з темними цяточками у верхній частині тулуба. Нижня щелепа червонувата.

## Спосіб життя
Це демерсальна риба. Водиться в прісних водоймах. Віддає перевагу річкам з повільною течією. Ховається серед каміння та корчів. Активна вночі та присмерку. Живиться донними безхребетними, рідше рибами.
Статева зрілість настає при розмірі 60 см завдовжки. У сухий сезон пливуть до верхів'їв, де вони метають ікру на початку сезону дощів у лютому. Після нересту дорослі й підлітки рухаються вниз за течією, досягаючи затоплених областей.
Є об'єктом промислового та спортивного рибальства. Цінується за смачне м'ясо.

## Розповсюдження
Мешкає в басейнах річок Амазонка, Оріноко, Ессекібо, Парана.